# Stenungsunds tingsrätt
Stenungsunds tingsrätt var en tingsrätt i Västra Götalands län. Domsagan omfattade vid upplösningen kommunerna Kungälv, Orust, Stenungsund och Tjörn. Tingsrätten och dess domsaga ingick i domkretsen för Hovrätten för Västra Sverige. Tingsrätten hade kansli i Stenungsund. År 2007 upplöstes tingsrätten varvid själva rätten och huvuddelen av domsagan uppgick i Uddevalla tingsrätt och domsaga, medan delen Kungälvs kommun uppgick i Mölndals domsaga (gick sedan över till Göteborgs domsaga efter att denna tingsrätt upplöstes den 19 oktober 2009) Arkivet med alla mål avgjorda vid Stenungsunds tingsrätt flyttades till Mölndals och senare Göteborgs tingsrätt.

## Administrativ historik
Vid tingsrättsreformen 1971 bildades denna tingsrätt i Stenungsund från häradsrätten för Orusts, Tjörns och Inlands tingslag. Domkretsen bildades av delar av detta tingslag samt områdena
Romelanda landskommun, Ytterby landskommun, Hermansby landskommun samt Kungälvs stad från Hisings, Sävedals och Kungälvs tingslag. 1971 omfattade domsagan kommunerna Kungälv, Orust, Stenungsund och Tjörn.  
Tingsrätten upplöstes 1 mars 2007 (enligt NAD 4 december 2006) då huvuddelen av domsagan övergick till Uddevalla domsaga och delen Kungälvs kommun till Mölndals domsaga Mölndals tingsrätt fick också arkivet med alla mål avgjorda i Stenungsunds tingsrätt innan den 4 december 2006.

## Lagmän
- 1971-1972: Bertil Koch
- 1972-1989: Nils Börje Lihné
- 1989-1994: Birgitta Gislev
- 1994-2007: Ulf Andersson